# Светско првенство у фудбалу 2010 — група Б
Група Б на Светском првенству у фудбалу 2010. ће играти своје утакмице између 12. јуна и 22. јуна 2010. Група је састављена од репрезентација Аргентине, Нигерије, Јужне Кореје и Грчке. Прва два тима из групе ће проћи у другу фазу такмичења (осмина финала). Први из групе ће играти са другим из групе А, док ће други из групе Б играти са првим из групе А.

## Састави
- Састави репрезентација групе Б

## Резултати
Сва времена су локална (UTC+2)

## Јужна Кореја - Грчка
| Јужна Кореја                     | 2:0      | Грчка |
| -------------------------------- | -------- | ----- |
| Ли Јунг-Су 7’ · Парк Ји-Сунг 52’ | Извештај |       |

## Аргентина - Нигерија
| Аргентина | 1:0      | Нигерија |
| --------- | -------- | -------- |
| Хајнце 6’ | Извештај |          |

## Аргентина - Јужна Кореја
| Аргентина                                               | 4:1        | Јужна Кореја |
| ------------------------------------------------------- | ---------- | ------------ |
| Парк 17’ (а. г.) · Игваин 33’ · Игваин 76’ · Игваин 80’ | (извештај) | Ли 45+1’     |

## Грчка - Нигерија
| Грчка                           | 2:1        | Нигерија |
| ------------------------------- | ---------- | -------- |
| Салпингидис 44’ · Торосидис 71’ | (извештај) | Уче 16’  |

## Нигерија - Јужна Кореја
| Нигерија                    | 2:2        | Јужна Кореја      |
| --------------------------- | ---------- | ----------------- |
| Уче 12’ · Јакубу 69’ (пен.) | (извештај) | Ли 38’ · Парк 49’ |

## Грчка - Аргентина
| Грчка | 0:2        | Аргентина                   |
| ----- | ---------- | --------------------------- |
|       | (извештај) | Демикелис 77’ · Палермо 89’ |

## Табела
|    | Табела групе Б | И | Д | Н | И | ДГ | ПГ | ГР | Бод. |
| -- | -------------- | - | - | - | - | -- | -- | -- | ---- |
| 1. | Аргентина      | 3 | 3 | 0 | 0 | 7  | 1  | +6 | 9    |
| 2. | Јужна Кореја   | 3 | 1 | 1 | 1 | 5  | 6  | -1 | 4    |
| 3. | Грчка          | 2 | 1 | 0 | 2 | 2  | 5  | -3 | 3    |
| 4. | Нигерија       | 2 | 0 | 1 | 2 | 3  | 5  | -2 | 1    |